# Texas Tennis Open
Il Texas Tennis Open è stato un torneo femminile di tennis che si è giocato all'Hilton Lakes Tennis & Sports Club di Grapevine, vicino a Dallas in Texas negli Stati Uniti. Faceva parte della categoria International e si giocava sul cemento. La prima edizione si è giocata nel 2011. Il torneo è stato cancellato nel 2013 a causa di motivi economici.

## Albo d'oro

### Singolare
| Anno | Campionessa    | Finalista       | Punteggio |
| ---- | -------------- | --------------- | --------- |
| 2012 | Roberta Vinci  | Jelena Janković | 7–5, 6–3  |
| 2011 | Sabine Lisicki | Aravane Rezaï   | 6–2, 6–1  |

### Doppio
| Anno | Campionesse                    | Finaliste                       | Punteggio |
| ---- | ------------------------------ | ------------------------------- | --------- |
| 2012 | Marina Eraković Heather Watson | Līga Dekmeijere Irina Falconi   | 6–3, 6-0  |
| 2011 | Alberta Brianti Sorana Cîrstea | Alizé Cornet Pauline Parmentier | 7–5, 6–3  |